# Romeoland
Romeoland är rapparen Lil' Romeos (nu Romeo) tredje soloalbum. Två singlar från albumet har släppts. Dessa är  "My Cinderella" och "My Girlfriend".

## Låtlista
1. Romeoland
2. Whoodihoop
3. My Cinderella (featuring Nick Cannon)
4. The One (featuring Nick Cannon)
5. My Girlfriend  (featuring Intyana)
6. Missin You
7. Bobblehead (featuring Lil' D)
8. Rich Boyz (featuring Rich Boyz)
9. Let Me Shine (featuring Master P)
10. Like You (featuring Hercy)
11. Can't Stop Us (featuring Rich Boyz)
12. My Crush
13. So Fly (featuring Intyana)
14. If I Try (featuring Intyana, Tata & Young V of Rich Boyz)
15. Stomped Out